# Championnat du Costa Rica de football 1935
Navigation
Saison précédente Saison suivante
La Primera División 1935 est la quinzième édition de la première division costaricienne.
Lors de ce tournoi, le CS La Libertad a tenté de conserver son titre de champion du Costa Rica face aux six meilleurs clubs costariciens.
Chacun des sept clubs participant était confronté deux fois aux six autres équipes.

## Les 7 clubs participants
| \| San José: Gimnástica Española CS La Libertad Alajuela: CD Alajuela Junior LD Alajuelense Alajuela AD Buenos Aires I San José CS Herediano I San José Orión FC \| Localisation des clubs engagés dans le championnat. |
| San José: Gimnástica Española CS La Libertad Alajuela: CD Alajuela Junior LD Alajuelense Alajuela AD Buenos Aires I San José CS Herediano I San José Orión FC                                                           |

| Club                | Stade                        | Capacité          | Ville        |
| CD Alajuela Junior  | Stade inconnu                | Capacité inconnue | Alajuela     |
| LD Alajuelense      | Stade inconnu                | Capacité inconnue | Alajuela     |
| AD Buenos Aires     | Stade inconnu                | Capacité inconnue | Buenos Aires |
| Gimnástica Española | Stade inconnu                | Capacité inconnue | San José     |
| CS Herediano        | Stade inconnu                | Capacité inconnue | Heredia      |
| CS La Libertad      | Stade national du Costa Rica | 25 500            | San José     |
| Orión FC            | Stade Lito Monge             | 27 500            | Curridabat   |

## Compétition
Les sept équipes s'affrontent à deux reprises selon un calendrier tiré aléatoirement. Le dernier du classement est relégué en division inférieure.
Le classement est établi sur l'ancien barème de points (victoire à 2 points, match nul à 1, défaite à 0).
Le départage final se fait selon les critères suivants :
- Le nombre de points.
- Un match de départage.

### Classement
| Rang | Équipe              | Pts | J  | G | N | P | Bp | Bc | Diff |
| ---- | ------------------- | --- | -- | - | - | - | -- | -- | ---- |
| 1    | CS Herediano        | 17  | 12 | 8 | 1 | 3 | 33 | 27 | +6   |
| 2    | CD Alajuela Junior  | 14  | 12 | 5 | 4 | 3 | 26 | 19 | +7   |
| 3    | Orión FC            | 14  | 12 | 6 | 2 | 4 | 40 | 25 | +15  |
| 4    | CS La Libertad (T)  | 12  | 12 | 4 | 4 | 4 | 33 | 23 | +10  |
| 5    | Gimnástica Española | 11  | 12 | 5 | 1 | 6 | 23 | 28 | -5   |
| 6    | LD Alajuelense      | 11  | 12 | 4 | 3 | 5 | 21 | 26 | -5   |
| 7    | AD Buenos Aires     | 5   | 12 | 2 | 1 | 9 | 23 | 51 | -28  |

| Légende : Qualifications et relégations | Légende : Qualifications et relégations |
| --------------------------------------- | --------------------------------------- |
|                                         | Relégué en division inférieure          |
|                                         | (T) : Tenant du titre                   |

## Bilan du tournoi
| Tableau d'Honneur    |              |
| Compétition          | Vainqueur    |
| Primera División     | CS Herediano |
| Copa Estado Nacional | CS Herediano |

| Promotions et relégations      |                 |
| Relégué en division inférieure | AD Buenos Aires |
| Promu de division inférieure   | CS Cartagines   |